# 張英 (導演)
張英（1919年—2013年），本名張雲漢，四川人。19歲時考上軍事委員會總政治部教導劇團第一期，學習編、導、演等課程，並取藝名「張英」。
1947年赴上海，為報紙撰寫影評，同時在上海國泰影業廠長徐欣夫邀請下，寫了個人的第一部電影劇本〈黑河魂〉，之後並擔任影片《十步芳草》副導演。
1948年率領外景隊到台灣拍攝《阿里山風雲》，因為上海淪陷，遂留台發展。之後成立萬壽公司拍攝台語片《小情人逃亡》，並以本片或得第一屆台語片金馬獎最佳導演。1955年，其獨幕劇本作品〈殊途同歸〉榮獲中華文藝獎金委員會頒發的國父誕辰紀念獎金。
1958年進入中影任製片部經理，因為中影台灣廠失火事件而遭停職，離開中影後即專注於台語片製片與導演工作。
1965年獲得由《台灣日報》主辦的「民國54年度國產台語影片展覽會頒獎典禮暨影星大會」最佳導演獎。

## 代表作
張英台語片代表作品有：
- 1958年《苦女尋親記》，得亞洲影展最佳童星特別獎(張小燕)主演
- 1958年《小情人逃亡》
- 1960年《虎姑婆》
- 1961年《大俠梅花鹿》
- 1962年《孤女的願望》
- 1964年《天字第一號》
- 1969年《乞丐與藝妲》